# Axel Kühn (Saxophonist)
Axel Kühn (* 12. August 1963 in Darmstadt; † 11. Juni 2024) war ein deutscher Saxophonist, Komponist und Arrangeur sowie seit 2014 Hochschullehrer in Freiburg im Breisgau. Seit 2000 war er festes Mitglied der SWR Big Band.

## Leben

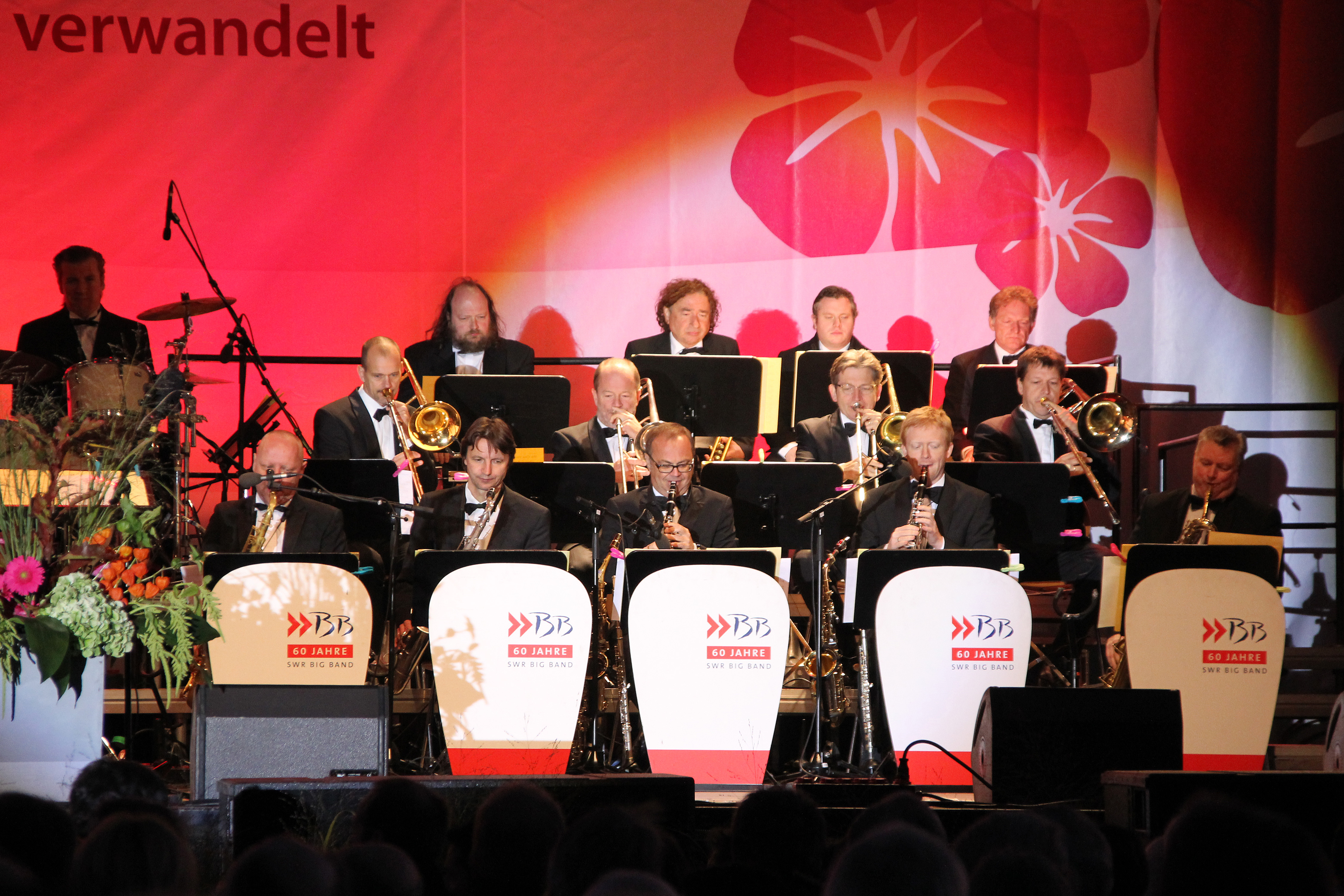
Axel Kühn inmitten der SWR Big Band (erste Reihe, zweiter Musiker von links)

Kühn studierte nach dem Abitur 1985 zunächst an der Hochschule für Musik und darstellende Kunst Graz; von 1986 bis 1988 war er Student von Jürgen Seefelder in München und machte 1988 die Staatliche Abschlussprüfung für Jazz-Saxofon am Richard-Strauss-Konservatorium München. Ab 1988 hatte er eine Lehrtätigkeit am Münchener Ausbildungszentrum für Saxophon. Er spielte in den Bigbands von Al Porcino und Harald Rüschenbaum. Seit 1992 war er festes Mitglied der Thilo Wolf Big Band.
Seit 2000 war Kühn festes Mitglied als erster Tenorsaxofonist der SWR Big Band in Stuttgart. 1993 nahm er seine erste CD unter eigenem Namen mit dem Trompeter Claus Reichstaller Conception auf, 1998 erschien Conception live . Er spielte u. a. mit Sammy Nestico, Bob Florence, Toots Thielemanns, den New York Voices, Etta Cameron, Till Brönner, Joo Kraus, Don Menza, Buddy DeFranco, Alan Harris, James Morrison, Lalo Schifrin, Roman Schwaller, Sam Rivers, Toshiko Akiyoshi, Bert Joris, Patti Austin, Bob Curnow, Frank Foster und Paul Kuhn.
Mit dem Bassisten Axel Kühn begründete er 2009 das Jazz-Quartet „VeryKühn Quartet“, mit dem 2012 das Album On the Run (Enja) veröffentlicht wurde. Er leitete seit 2011 die Jazz Big Band Association in München. Auch spielte er regelmäßig in den BR-Comedyshows „Grünwald Freitagscomedy“ und „Die Komiker“. Weiterhin arbeitete er für BR, WDR, SWR, HR, NDR, ZDF Jazzclub, Swing it (BR), SAT1 und RTL 2.
2003 folgten Aufnahmen, Konzerte und Veröffentlichung der CD  mit Michael Lentz „Sprechakte Xtreme“. Mit diesem Projekt spielte er u. a. beim Poetenfest Erlangen, Poesiefestival Berlin, Bachmannpreis – Kulturprogramm Klagenfurt, Literaturhaus München, Stuttgart, Köln, MDR Leipzig, LesArt Festival Dortmund, Bergen ( N ). Er komponierte mit Michael Lentz die Musik für das Hörspiel „Die ganz genaue Erinnerung“ und das Neue-Musik-Stück „Boxgesang“.
Kühn war seit 2014 Professor für Saxophon, Jazz, Rock, Pop und digitale Medien an der Musikhochschule Freiburg.
Der Musiker starb nach schwerer Krankheit knapp zwei Monate vor seinem 61. Geburtstag.

## Preise und Auszeichnungen
2002 wurde Kühn nominiert für den Grammy mit der SWR Big Band mit dem Altsaxophon-Solo über „Autumn in New York“ in einem Arrangement des Bandleaders Rob McConnell. 2023 gewann er mit der SWR Big Band einen Grammy für das Arrangement „Scrapple from the Apple.“